# 林休徵
林休徵（1549年—？），字景徵，號南林，福建興化府莆田縣人，匠籍，明朝政治人物、進士出身。

## 生平
萬曆四年（1576年）丙子科福建鄉試第三十三名。萬曆五年（1577年）登丁丑科進士。改翰林院庶吉士。九年十二月河南道御史，十年巡按直隶，弹劾兵部尚書吴兑岁送北虏金缯数百摃，以求安边。十一年四月巡盐山东，十二年七月养病。

## 家族
曾祖父林貴文；祖父林忠甫；父親林洪謨。母徐氏。慈侍下。